# Epilissus planatus
Epilissus planatus är en skalbaggsart som beskrevs av Olivier Montreuil 2006. Epilissus planatus ingår i släktet Epilissus och familjen bladhorningar. Inga underarter finns listade i Catalogue of Life.